# Comendador Levy Gasparian
Comendador Levy Gasparian är en kommun i Brasilien.   Den ligger i delstaten Rio de Janeiro, i den sydöstra delen av landet, 800 km sydost om huvudstaden Brasília. Antalet invånare är 8 183.
Omgivningarna runt Comendador Levy Gasparian är huvudsakligen savann. Runt Comendador Levy Gasparian är det ganska tätbefolkat, med 185 invånare per kvadratkilometer.